# 伊斯科帕塔山
9°54′27″S 77°32′47″W / 9.90750°S 77.54639°W
伊斯科帕塔山（Izcopata），是秘魯的山峰，位於該國北部安卡什大區，由雷奈伊省的科塔帕拉科區負責管轄，屬於內格拉山脈的一部分，海拔高度4,400米。